# La fábula (El Greco)
La fábula, llamada también Una fábula, Proverbio o Escena de género, es el tema de tres obras del Greco, realizada una de ellas durante su estancia en Roma, y las otras dos pintadas en Toledo.

## Introducción
En esta escena, un pícaro y un mono contemplan a un personaje, idéntico al de las dos versiones del Muchacho encendiendo una candela, realizadas por el Greco entre 1570 y 1575 ca. Esta alegoría puede estar basada en la Naturalis Historia de Plinio el Viejo. Según Cossío, el personaje central es femenino, y la escena podría tener connotaciones eróticas o picarescas, relacionadas con un refrán de la época. Sin embargo, el rostro, el cabello y el vestido de dicha figura corresponden a un mancebo, no a una mujer, lo cual complica la interpretación de esta composición. El interés por los efectos de la luz blanquecina del ascua sobre los rostros, la mano y los vestidos, revela la influencia de Jacopo Bassano.

## Análisis de las obras

### Versión del Museo del Prado

#### Datos técnicos y registrales
- Museo del Prado, Madrid;[4]
- Pintura al óleo sobre lienzo; 50 x 64 cm (50,5 x 63,6 cm según el museo);
- Datación: 1570-1575[5](hacia 1580, según el museo);
- Catalogado por Harold Wethey con el n º. 124, por José Gudiol con el 24 y por Tiziana Frati con la referencia 19-a.[6]

#### Descripción de la obra
Esta versión se considera la más antigua y "veneciana" de las tres conservadas. El lienzo fue recortado, sobre todo en la parte derecha, donde la figura del hombre quedó muy disminuida. El personaje central viste una chaqueta azul con un puño blanco, y una bufanda blanca alrededor del cuello. El tono neutro castaño del mono contrasta con el sombrero rojo y el jubón amarillo del hombre de la derecha.

### Versión de una colección privada
Datos técnicos y registrales

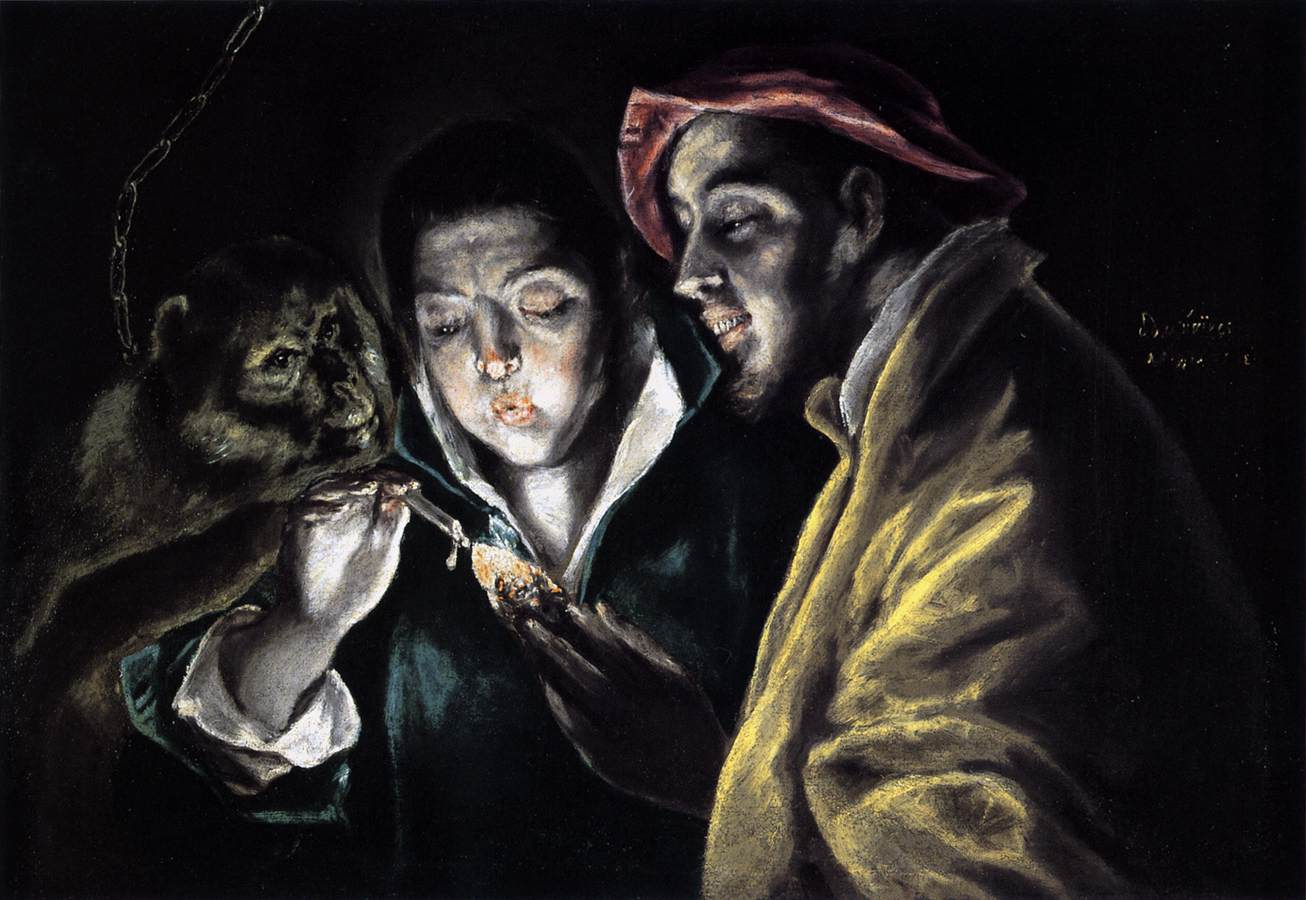
Versión de una colección privada

- Pintura al óleo sobre lienzo; 65 x 90 cm;
- Firmado a la derecha, sobre el hombro, con letras griegas en cursiva: δομήνικος θεοτοκóπουλος ε'ποíει;
- Fecha de realización: 1587-1597;[8]
- Catalogado por Wethey con el n º. 125, por Gudiol con el 128 y por Tiziana Frati con la referencia 19-b.

#### Descripción de la obra
En 1957 se suprimieron unas bandas añadidas al lienzo. Respecto al cuadro anterior, la cadena que sujeta al mono es más visible, y la vestimenta de los personajes es esencialmente la misma, excepto que aquí el muchacho del centro lleva un cuello blanco entreabierto en lugar de una bufanda. La firma con letras griegas minúsculas es propia de la etapa española del pintor.

### Versión de Edimburgo
Datos técnicos y registrales

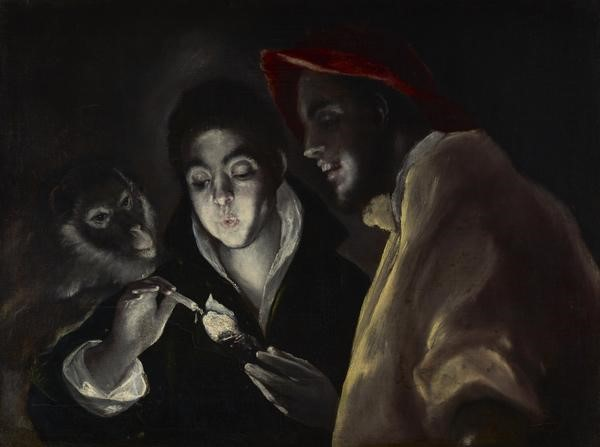
Versión de la Galería Nacional de Escocia

- Galería Nacional de Escocia, Edimburgo;[10]
- Pintura al óleo sobre lienzo; 66 x 88 cm (67.30 x 88.60 cm según el museo);
- Fecha de realización: 1587-1597[8] (1580-1585 ca. según el museo);
- Catalogado por Wethey con el n º. 126, por Gudiol con el 129 y por Tiziana Frati con la referencia 19-c.

#### Descripción de la obra
Este lienzo es el mejor conservado de las tres versiones de este tema. Aquí el mono no aparece encadenado. La vestimenta de las figuras es básicamente la misma que la de las otras versiones, llevando aquí el muchacho un cuello y puño blancos, como en el cuadros anterior. En esta figura cabe destacar sus labios y el toque rojo en las ventanas de la nariz.